# Espresso House
Espresso House è la più grande catena di caffè nei paesi nordici.
A marzo 2018 ha raggiunto oltre 400 località in Svezia, Norvegia, Finlandia, Danimarca e Germania.

## Storia
Espresso House è stata fondata dalla coppia Elisabet e Charles Asker con il bar Café Java a Göteborg. Il primo negozio con l'insegna Espresso House è stato aperto in via Kyrkogatan a Lund nel 1996. Nel 2005 la catena era composta da sedici diverse caffetterie, che a marzo 2018 si erano estese a 430 caffetterie.
Fino a settembre 2012, Espresso House era di proprietà della società di private equity britannica Palamon Capital Partners, che ha anche acquisito la catena di caffè Coffee Cup iniziata a Stoccolma nel 1997. I due marchi sono stati uniti sotto Espresso House. Nel settembre 2012, la catena è stata acquisita dalla società di private equity norvegese Herkules Capital, che in seguito l'ha venduta di nuovo nel 2015 a JAB Holding Company. Nell'autunno del 2016, tutti i 45 bar della catena danese Baresso Coffee sono stati convertiti in Espresso House.

## Diffusione
Le caffetterie di Espresso House sono tutte di proprietà, a differenza di catene simili, come Starbucks, che a volte utilizzano il franchising.
A febbraio 2022 c'erano più di 487 negozi nei seguenti paesi:
| Paese     | Numero di negozi |
| --------- | ---------------- |
| Danimarca | 71               |
| Germania  | 29               |
| Finlandia | 67               |
| Norvegia  | 57               |
| Svezia    | 263              |